# Knights and Merchants: The Shattered Kingdom
Knights and Merchants: The Shattered Kingdom (viết tắt TSK) là một trò chơi máy tính thuộc thể loại chiến thuật thời gian thực (RTS). Game do hãng JoyMania Entertainment (kể từ khi đổi thành Joymania Development) và TopWare Interactive xuất bản vào năm 1998. Game không nhận được sự đón nhận phổ biến tại Hoa Kỳ và Anh, nhưng lại nổi tiếng tại một số nơi khác, do đó game cũng phát hành phiên bản tiếp theo với tên gọi Knights and Merchants: The Peasants Rebellion (Hiệp sĩ và Thương nhân: Khởi nghĩa nông dân). Gần đây, game được tung ra tại Mỹ và được giới game thủ khen ngợi cho đó là một trò chơi đáng giá.

## Cốt truyện
Lấy bối cảnh nước Đức thời Trung Cổ vào khoảng năm 1200. Sau khi trải qua nhiều cuộc chiến tranh tàn khốc, một vương quốc hùng mạnh trước đây đã bị tách ra thành từng công quốc nhỏ và các lãnh địa của những vị bá tước trong triều đình. Lực lượng của nhà vua bị đẩy lùi về lại vùng đất cuối cùng còn thuộc quyền kiểm soát của hoàng gia. Các lãnh chúa ở các tỉnh thường xuyên tiến hành các cuộc chinh phạt, tiêu diệt lẫn nhau. Toàn bộ đất nước rơi vào hỗn loạn, và thủ đô hoàng gia đang bị quân đội của các lãnh chúa nổi loạn bao vây. Trước tình hình dầu sôi lửa bỏng này, người chơi trong vai một đội trưởng lính canh hoàng cung sẽ chỉ huy binh sĩ và cư dân thuộc nhóm những người trung thành cuối cùng còn sót lại của nhà vua, tình nguyện đi theo đức vua nhằm xây dựng lại lực lượng quân sự, đánh bại các thế lực cát cứ và tái thống nhất đất nước, mang lại hòa bình cho vương quốc như xưa.

## Tổng quan
Knights and Merchants: The Shattered Kingdom tái hiện lại thời kỳ Trung Cổ một cách chân thực và toàn diện. Ngoài ra địa lý thế giới trong game hoàn toàn là hư cấu, tất cả các yếu tố và khung cảnh phần lớn dựa vào Châu Âu, đặc biệt là thời kỳ Anglo-Saxon khoảng năm 1200.
Game là sự pha trộn giữa hai thể loại đang rất được yêu thích: mô phỏng và chiến lược thời gian thực. Trong đó game đặc biệt nhấn mạnh đến hai mảng kinh tế và quân sự, thể hiện qua sự phân chia về các chiến dịch của trò chơi. Tính tổng cả hai chiến dịch thì có 20 màn chơi dành cho phần chiến dịch chơi đơn với độ dài khác nhau, từ khoảng 30 phút đến 7 giờ tùy theo độ khó của game, được phân biệt rõ rệt. Một loại sẽ giống như bao trò dàn trận khác: thu thập tài nguyên, xây dựng công trình, huấn luyện lính và cuối cùng là đem quân đi chinh phạt. Loại thứ hai thì đặt nặng vấn đề chiến lược quân sự hơn: máy sẽ cung cấp cho người chơi một số lượng quân nhất định và phải vận dụng tài trí của mình để tiêu diệt hết quân đối phương. Loại thứ hai có phần phức tạp hơn vì hoặc là quân số của người chơi thấp hơn kẻ thù hoặc là quân đội trang bị yếu hơn. Khía cạnh kinh tế chính là ưu điểm độc đáo của game.
Game cung cấp khả năng chơi nhiều người khá phong phú: chơi qua LAN hoặc chơi qua Net. Trong đó, phần chơi qua LAN có đến 4 kiểu kết nối gồm Serial, Modem, IPX và TCP/IP, đồng thời game hỗ trợ tới 6 người chơi cùng lúc. Có 10 màn chơi khác nhau để lựa chọn bao gồm một số trong đó tập trung đặc biệt vào các yếu tố chiến đấu của trò chơi.

## Cách chơi

### Kinh tế
Game có một nền kinh tế là rất phức tạp, nhiều hơn so với hầu hết các game RTS khác. Yêu cầu của game là đòi hỏi người chơi phải đầu tư suy nghĩ xem nên ưu tiên xây những nhà nào, có vị trí ra sao trong tương lai nếu cần mở rộng lãnh thổ thì có thể bành trướng theo những hướng đã định sẵn. Mặt khác, tất cả các công trình trong game đều lập thành một quy trình khép kín, do đó nếu không có tính kiên nhẫn sẽ khiến người chơi nhanh chóng đánh mất cảm giác hào hứng lúc ban đầu.
Để xây dựng được một công trình người chơi phải thực hiện các bước sau: thu thập hai loại vật liệu chính là gỗ và đá, nhân công sẽ mang vật liệu này từ kho đến nơi xây dựng; sau đó thợ xây làm nhiệm vụ của mình. Gỗ dùng để dựng kèo, còn đá dùng để xây tường bao., người chơi còn phải xây dựng những con đường lát gạch... Nếu tính trung bình thì để xây dựng xong một công trình, thường mất từ 10 đến 15 phút. Công trình đầu tiên và cũng quan trọng nhất chính là trường học, đây là nơi người chơi sẽ đào tạo công nhân, phu mỏ, thợ rèn... Sau khi được đào tạo họ sẽ tự động về nìa tương ứng và bắt đầu công việc. Ngoài ra, game còn cung cấp gần 30 công trình khác nhau và có quan hệ chặt chẽ, nên buộc người chơi phải xây dựng xong nhà này thì mới có thể xây dựng được nhà kế tiếp. Chẳng hạn để làm ra một ổ bánh, người chơi phải trồng bắp, nông sản thu hoạch sẽ được xay thành bột, bột này mới được đem đi nướng. Như vậy tương ứng với các công trình theo thứ tự: nông trại, cối xay gió và tiệm bánh.Yếu tố chính khác cũng cần quan tâm là sức khỏe của công nhân. Họ có hai trạng thái là bình thường và đói. Nếu đói thì họ sẽ đến nhà ăn cho dù công việc đang làm chưa hoàn tất. Điều này rất quan trọng vì nếu không có gì để ăn, thanh máu của công nhân, đặc biệt là của quân đội sẽ giảm dần và họ sẽ chết nếu không có lương thực kịp thời.

### Quân sự
Song song với kinh tế là lĩnh vực quân sự và những màn đánh trận chiếm hơn nửa số màn trong hai chiến dịch. Có thể nói quân sự chính là xương sống và là yếu tố quyết định toàn bộ sự thành công của game được TopWare Interactive bổ sung thêm ba loại lính mới gồm Rebel, Slinger và đặc biệt là Warrior (Barbarian) với sức tấn công vô địch. Sự bổ sung này đã nâng số lượng binh chủng lên thành chín loại. Con số này không nhiều so với các game khác nhưng cũng đủ thỏa mãn chiến thuật của người chơi: từ cấp thấp nhất là nông dân khởi nghĩa cầm đinh ba đến những cung thủ cầm nỏ sắt, từ những chiến binh cưỡi la ra trận đến mức cao cấp nhất là kỵ binh mặc giáp sắt bóng loáng. Game cũng có loại máy bắn đá (Catapult) và chiến xa nỏ (Balista) dùng để phá hủy công trình khá hiệu quả.
Quân đội sẽ được huấn luyện từ trại lính (Barrack) hay toà thị chính (City Hall) và trước khi muốn có bất kỳ một đơn vị nào người chơi cũng phải cung cấp đầy đủ vũ khí, áo giáp, và số lượng những quân trang này thay đổi tùy theo cấp độ của loại quân cần sản xuất (chẳng hạn, nếu muốn sản xuất Axe Fighter chỉ cần giáp và khiên gỗ, trong khi Sword Fighter lại cần giáp và khiên sắt). Độ mạnh yếu của từng loại quân được biểu hiện rõ ràng qua những biểu tượng nhỏ và rất quan trọng trong việc vạch chiến thuật khi giáp chiến vì mỗi loại quân có tính chất khắc chế lẫn nhau. Ví dụ, nếu lính giáo có nhiều biểu tượng hình cây đinh ba tức là loại lính này rất có ưu thế khi đối đầu với kỵ binh.
Điểm nổi trội của Game so với các game cùng thể loại là tuy chỉ có thể sản xuất từng đơn vị một nhưng lại có thể nhập (join) nhiều đơn vị lại thành một binh đoàn lớn hoặc chia nhỏ (split) chúng trở lại như cũ. Tính năng này rất hữu ích khi người chơi cần một đội quân đông đảo để giành thế chủ động trên chiến trường hay khi chỉ cần một nhóm nhỏ để tiện cho việc do thám, dụ quân địch.
Ngoài ra, địa hình cũng ảnh hưởng rất lớn đến chiến lược và chiến thuật của người chơi, là chiếc chìa khóa dẫn đến thắng lợi cho những màn tham gia điều binh khiển tướng trong game. Người chơi có thể tận dụng gò núi và đồi làm nơi tập kết cho cung thủ để phát huy hiệu quả vì loại quân này hỗ trợ khá tốt cho kỵ binh, giáo binh hay những đơn vị cận chiến khác.

## Phần mở rộng
Knights and Merchants: The Peasants Rebellion là bản mở rộng của game. Bản mở rộng bao gồm 20 nhiệm vụ nguyên gốc cũng như một chiến dịch mới gồm 14 nhiệm vụ, một chế độ bối cảnh với 10 bối cảnh khác nhau, cùng các đơn vị và công trình mới. Trò chơi được ra mắt năm 2001 cho Windows, tuy chỉ ở một số quốc gia. Vào năm 2002 phần mở rộng có mặt thêm tại một số nước nữa và đến năm 2005 game được ra mắt ở Hoa Kỳ.